# Yakima, Washington
Yakima je grad u američkoj saveznoj državi Washington. Prema popisu stanovništva iz 2010. u njemu je živjelo 91.067 stanovnika.